# Ridolini inserviente teatrale
Ridolini inserviente teatrale (The Stage Hand) è un cortometraggio muto del 1920 diretto da Larry Semon e Norman Taurog.

## Trama
Ridolini è un assistente tecnico sul palco scenico. 
Le cose si mettono molto male sul palco, oltre alla presenza di una scimmia dispettosa, a un certo punto qualcuno si accende una sigaretta gettando poi il fiammifero sul pavimento che, innesca un'esplosione. A causa dell'esplosione il regista perde i pantaloni, corre in uno spogliatoio per mettersi un altro paio ma viene spinto fuori dal gruppo di ragazze del coro per finire sul palco. Tutti i presenti cominciano ad inseguirsi e così lo spettacolo è rovinato.